# ジョルジェ・アフォンソ

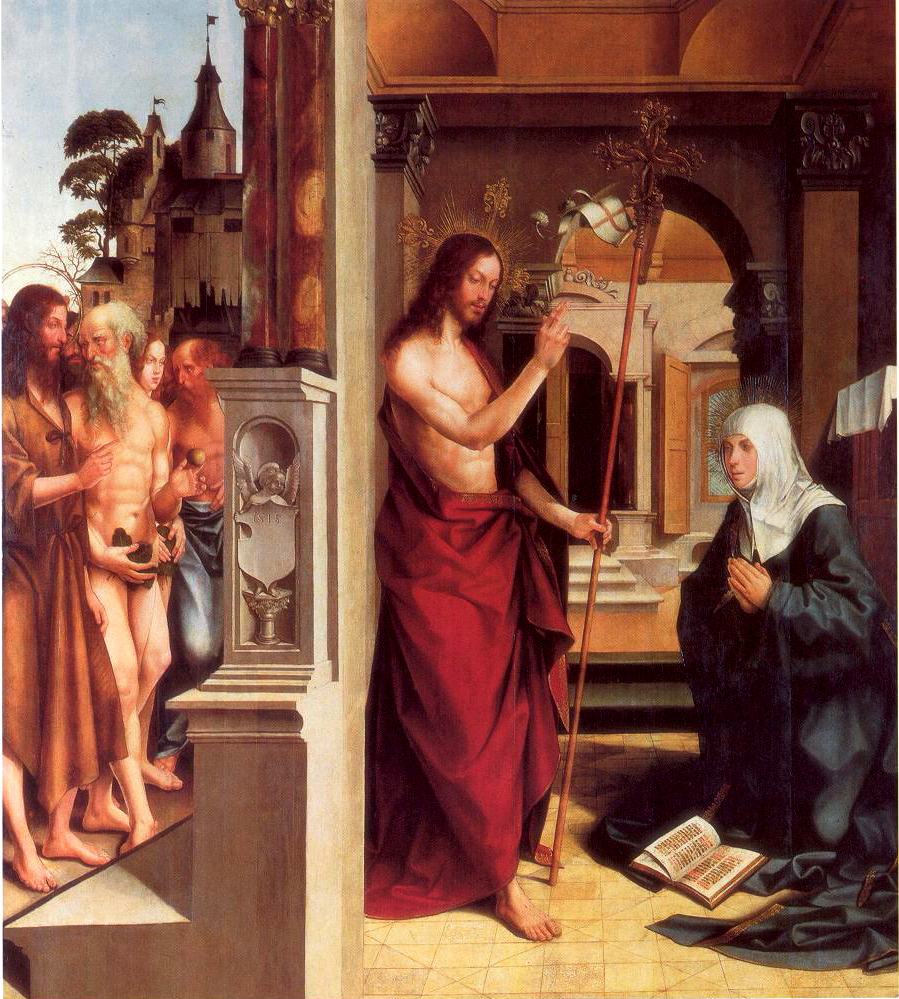
「聖母マリアのもとを訪れるキリスト」(1515年頃)ジョルジェ・アフォンソ画。マードレ・デ・デウス修道院祭壇画より

ジョルジェ・アフォンソ （Jorge Afonso, 1470年頃 - 1540年）は、ポルトガルのルネサンス期の画家。 
ジョルジェ・アフォンソは、1508年にポルトガル王マヌエル1世によって宮廷画家に任ぜられ、1529年にはジョアン3世に再び任ぜられた。彼は主にリスボンを拠点とし、サン・ドミンゴス教会近くに画房をかまえた。彼のもとで修行をした画家は、クリストヴァオン・デ・フィゲイレド、ガルシア・フェルナンデス、グレゴリオ・ロペス、ジョルジェ・レアルらである。
主に祭壇画を描いたとみなされているアフォンソは、それを王妃レオノール・デ・ヴィゼウ（ジョアン2世妃。マヌエル1世の実姉）によって命じられていた。前王妃のため、アフォンソは1515年にマードレ・デ・デウス修道院の祭壇画を描いた。この壮麗な祭壇画は、現在リスボンの国立古美術館の所蔵となっている。1520年から1530年の間、再びレオノール王妃の後援で、彼はセトゥーバルのジェズス修道院の祭壇画となる14枚の衝立を描いた。この衝立は、修道院内の美術館で見ることができる。
ジョルジェ・アフォンソの画房は、トマルにあるキリスト教会の壁の装飾を組み合わせたが、これは1530年代に創作された。